# Das aktuelle Sportstudio
Das aktuelle Sportstudio, är ett tyskt TV-program om sport.
Das aktuelle Sportstudio började sändas i ZDF 1963 och tillhör de mest populära programmen i Tyskland. Programmet sänds varje lördag och handlar om all sport även om tyngdpunkten oftast läggs på den aktuella omgången av Fußball-Bundesliga. I regel är en känd idrottare, tränare eller funktionär gäst i programmet. Varje program avslutas med "Torwandschießen", en tävling där tävlande ska skjuta in en fotboll i ett högt respektive lågt placerat hål. Tävlar gör den kända gästen och en utmanare.